# Кузнецов, Николай Александрович (велогонщик)
Николай Александрович Кузнецов (род. 20 июля 1973, Ленинград) — российский трековый и профессиональный шоссейный велогонщик. Участник летних Олимпийских игр 1992 года. Серебряный призёр летних Олимпийских игр 1996 года в командной гонке преследования. Родной брат теннисистки Светланы Кузнецовой.

## Победы на треке
1991
- Чемпионат мира, командная гонка преследования, юниоры — 1-е место

1996
- Олимпийские игры, командная гонка преследования — 2-е место

## Семья
Отец Александр Кузнецов — советский и российский тренер по велоспорту. Мать Галина Царёва — 6-кратная чемпионка мира по велогонкам и обладательница 20 мировых рекордов, заслуженный мастер спорта СССР. Младшая сестра Светлана Кузнецова — известная теннисистка.